# Pongrácovce
Pongrácovce (deutsch Pongratzowitz, ungarisch Pongrácfalva) ist eine Gemeinde im Osten der Slowakei mit 140 Einwohnern (Stand 31. Dezember 2024) und gehört zum Okres Levoča, einem Kreis des Prešovský kraj, sowie zur traditionellen Landschaft Zips.

## Geografie
Die Gemeinde befindet sich im Nordostteil des Talkessels Hornádska kotlina am Fuße der nördlich liegenden Leutschauer Berge sowie unweit des Branisko-Gebirges. Das Ortszentrum liegt auf einer Höhe von 526 m n.m. und ist sechseinhalb Kilometer von Spišské Podhradie sowie 21 Kilometer von Levoča entfernt.
Nachbargemeinden sind Poľanovce im Nordosten und Osten, Korytné im Südosten, Beharovce im Süden sowie Bijacovce im Westen und Nordwesten.

## Geschichte

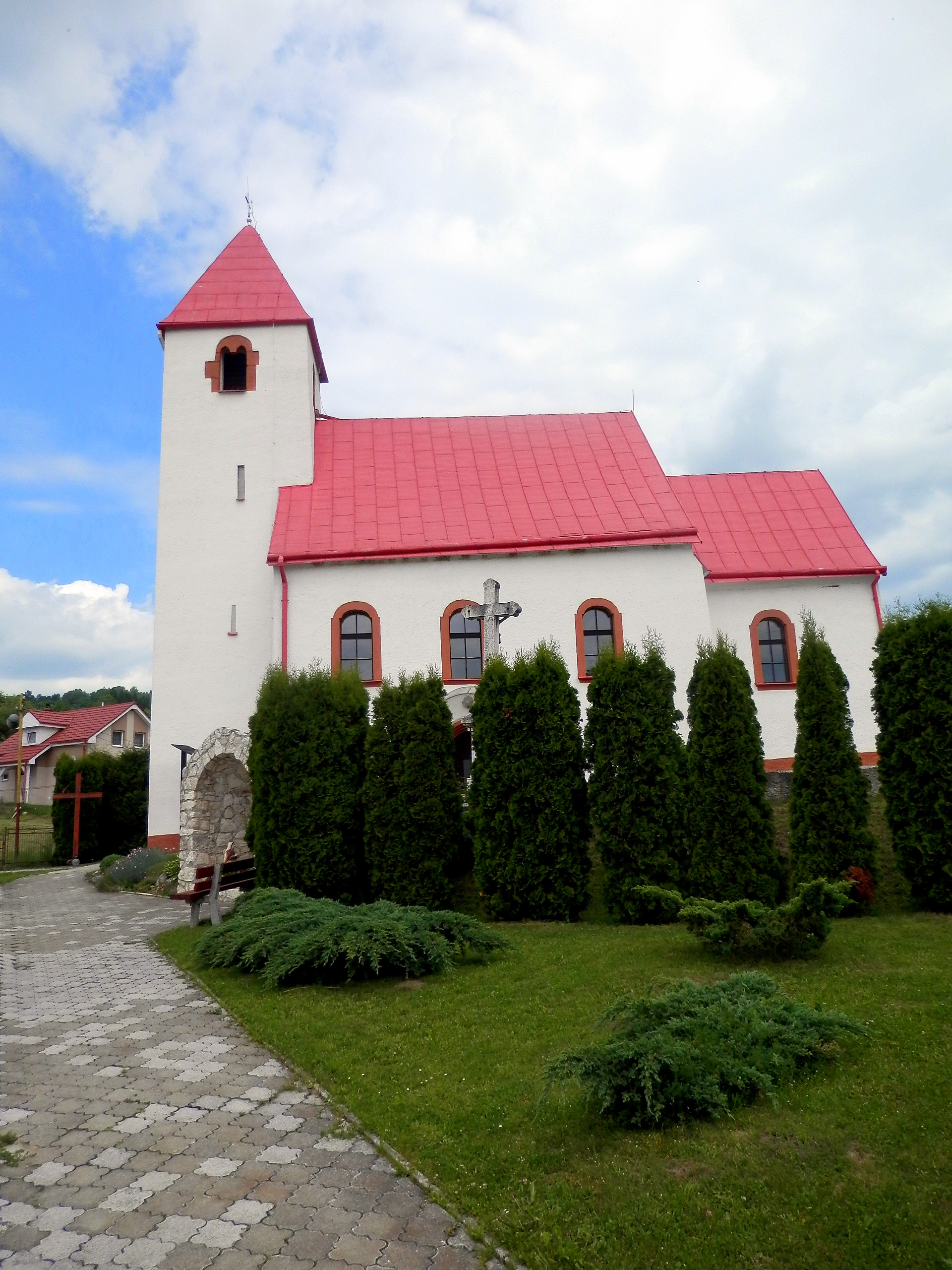
Kirche in Pongrácovce

Der Ort wurde zum ersten Mal 1297 als Pangrach schriftlich erwähnt und nennt sich nach einem gewissen Pongrác, Sohn von Fioch, einem Angehörigen des Hochadels, der auf eigene Kosten einen Turm im unteren Hof der Zipser Burg errichten ließ. 1346 kam eine Hälfte des Dorfes zum Besitz des Zipser Kapitels, im 15. Jahrhundert erlangte das Geschlecht Polankay aus dem benachbarten Ort Poľanovce den Besitz. Bis zur Abschaffung der Leibeigenschaft waren verschiedene Familien Gutsherren, unter anderen die Familie Horváth-Kiserich. 1828 zählte man 25 Häuser und 185 Einwohner.
Bis 1918 gehörte der im Komitat Zips liegende Ort zum Königreich Ungarn und kam danach zur Tschechoslowakei beziehungsweise heute Slowakei.

## Bevölkerung
| Jahr                | 1994 | 2004     | 2014  | 2024     |
| ------------------- | ---- | -------- | ----- | -------- |
| Anzahl der Personen | 114  | 100      | 111   | 140      |
| Unterschied         |      | −12,28 % | +11 % | +26,12 % |

| Jahr                | 2023 | 2024    |
| ------------------- | ---- | ------- |
| Anzahl der Personen | 135  | 140     |
| Unterschied         |      | +3,70 % |

Gemäß der Volkszählung 2011 wohnten in Pongrácovce 97 Einwohner, davon 96 Slowaken und ein Einwohner einer anderen Ethnie.
97 Einwohner bekannten sich zur römisch-katholischen Kirche.

## Bauwerke
- Römisch-katholische Stanislauskirche aus dem Ende des 13. Jahrhunderts. Das Innere beherbergt gotische Wandmalerei aus der Mitte des 14. Jahrhunderts, gotische Madonnaplastik aus der zweiten Hälfte des 14. Jahrhunderts sowie eine Statue des hl. Sebastian aus dem 15. Jahrhundert.
- Wegkapelle hl. Johannes Nepomuk
- Siehe auch: Liste der denkmalgeschützten Objekte in Pongrácovce